# Памятники стиля мудехар в Арагоне
Памятники стиля мудехар в Арагоне —  ряд зданий в стиле мудехар, расположенных в Арагоне (Испания). Объект Всемирного наследия ЮНЕСКО.
Здания в мудехарском стиле строились в Арагоне с XII по XVII век; среди них более ста памятников архитектуры. Они расположены преимущественно в долинах рек Эбро, Халон и Хилока. В этом регионе в то время проживало многочисленное население мусульманского происхождения, хотя многие из них номинально были христианами. Известные как мудехары или мориски, они сохраняли свои мастерские и ремесленные традиции и редко использовали камень в качестве строительного материала. Стиль сформировался после Реконкисты под влиянием исламских традиций, готики, а также других европейских архитектурных течений, и характеризуется использованием кирпича и глазурованной плитки.
С 1986 по 2001 год объектом Всемирного наследия являлись памятники стиля мудехар города Теруэль. В декабре 2001 года в список вошли здания всего Арагона, и объект получил современное название.